# Lange Brinkweg 34 (Soest)
Lange Brinkweg 30 is een gemeentelijk monument in Soest in de provincie Utrecht.
De verbouwde schaapskooi achter de langhuisboerderij Kerkpad Zuidzijde 5-7 dateert oorspronkelijk uit de 18e eeuw.
In 1984 werd de schaapskooi verbouwd tot woonhuis, waarbij slechts de hoofdvorm bewaard bleef. Enkel de oorspronkelijke houten deuren in de kopgevel bleven behouden. Het pand heeft een achthoekige langwerpige plattegrond. De uiteinden van het pand zijn gedekt met riet.